# Jour de fête
Jour de fête es una película francesa de 1949 del género de comedia dirigida por Jacques Tati. Fue rodada en el pequeño pueblo francés de Sainte-Sévère-sur-Indre. 
Iba a ser una de las primeras películas francesas en color, pero el carácter experimental del nuevo sistema «Thomsoncolor» y el elevado coste del positivado en color hizo que tuviera que proyectarse en blanco y negro. En 1995 ya se pudo hacer una copia en color y presentarla al público.

## Argumento
François, un cartero feliz en un pequeño y tranquilo pueblo francés, está a gusto con su trabajo y realiza relajadamente sus deberes pedaleando durante sus jornadas sobre su amada bicicleta. Las cosas cambian cuando un carnaval itinerante llega al pueblo. Una de las atracciones en el festival es una película que muestra el eficiente y veloz sistema de entrega del servicio postal de los Estados Unidos. François intentará americanizar su estilo de trabajo.

## Reparto
- Jacques Tati - François (el cartero)
- Guy Decomble - Roger
- Paul Frankeur - Marcel
- Santa Relli - Esposa de Roger
- Maine Vallée - Jeannette